# Strattanville
Strattanville is een plaats (borough) in de Amerikaanse staat Pennsylvania, en valt bestuurlijk gezien onder Clarion County.

## Demografie
Bij de volkstelling in 2000 werd het aantal inwoners vastgesteld op 542.
In 2006 is het aantal inwoners door het United States Census Bureau geschat op 525, een daling van 17 (-3,1%).

## Geografie
Volgens het United States Census Bureau beslaat de plaats een oppervlakte van
1,4 km², geheel bestaande uit land. Strattanville ligt op ongeveer 469 m boven zeeniveau.

## Plaatsen in de nabije omgeving
De onderstaande figuur toont nabijgelegen plaatsen in een straal van 20 km rond Strattanville.